# ワイルド・スピード/スーパーコンボ
『ワイルド・スピード/スーパーコンボ』（原題: Fast & Furious Presents: Hobbs & Shaw）は、2019年のアメリカ合衆国のカーアクション映画。「ワイルド・スピード」のスピンオフ作品で、『ワイルド・スピード ICE BREAK』の後日談。監督はデヴィッド・リーチ、脚本はクリス・モーガン、ドリュー・ピアースが務める。ドウェイン・ジョンソン、ジェイソン・ステイサムがメインシリーズから登場。

## ストーリー
イギリス・ロンドン。テロ組織が殺人ウイルス「スノーフレーク」をトラックへ積み込んでいるところをMI6の部隊6人が襲撃。ウイルスが収納されたケースを確保し、システムロックを解除した直後、科学テロ組織「エティオン」に属するブリクストンが現れ部隊の5人を瞬く間に倒す。残った1人ハッティ・ショウは、ブリクストンらの手にウイルスが渡るのを阻止するためウイルスを自身の体内に注入しその場から逃走。ウイルスを手にいれ損なったブリクストンは情報操作によって、部隊を裏切ったテロリストにハッティを仕立て上げたのであった。
英米両政府は、元アメリカ外交保安部（DSS）の捜査官ルーク・ホブスと、ハッティの兄で元イギリス軍特殊部隊員・元MI6エージェントのデッカード・ショウにハッティの保護を依頼。かつて敵同士であった経緯から協力関係を拒否した2人は単独で行動するも、ホブスがハッティの身柄を確保したことで再び合流。しかし、そこへブリクストンが現れハッティを連れ去る。ブリクストンを追うホブスとショウであったが、組織に人体改造を施され超人的な力を得たブリクストンの前に2人がかりでも苦戦を強いられ、ハッティを取り戻しカーチェイスの末にブリクストンの追跡を振り切るもハッティと同じく情報操作によってテロリストに仕立て上げられてしまう。
3人はエティオンに関わるアンドレイコという男の存在を突き止め彼に接触する。科学者であるアンドレイコはスノーフレークを生み出した張本人で、それをエティオンに悪用されてしまったのだという。ウイルスが間も無くハッティの体を侵し世界に拡散するであろうこと、エティオンの研究所にある装置でしか体内のウイルスを抽出できないことを聞き出した3人は、研究所のあるウクライナへ向かう。マダムMの手引きによって研究所内に潜入、一度はブリクストンに拘束されるも装置を奪うことに成功する。しかし、脱出の際の激しいカーチェイスによって装置は破損してしまうのであった。
ホブスは装置を修理するため、疎遠になっていた故郷サモアへ向かうことを決意する。家族・故郷を裏切った過去から兄・ジョナをはじめとする兄弟はホブスへの協力を拒否するが、母から喝を入れられホブス達に協力する。兄のジョナは、家族で営むカーカスタムショップのノウハウを生かし装置の修理を開始。ホブスやショウは戦いに備え、地の利を活かした作戦を計画し、ブリクストンを倒すための「キル・ボックス」を皆の協力で完成させる。ジョナの努力で装置の修理が終わり、早速ハッティは右腕に装置を取り付け作動させ、ウイルスを抽出し始める。決戦を前にホブスとジョナ、ショウとハッティはそれぞれわだかまりを解消し家族愛を確かめ合うと、ショウの読み通りブリクストンらは夜明け前に攻撃を仕掛けてくる。
ハッティの工作により武器が無効化されたブリクストンの部隊とサモア島民との間で肉弾戦が勃発。地の利を活かして形勢優位に戦うサモア人たちであったが、超人的なブリクストンの相手にはならず、ブリクストンは装置をつけたままのハッティを連れてヘリコプターで逃走を図る。ホブスとショウ、ジョナらホブス兄弟はレッカー車でヘリを追い、フックでヘリを捕らえ上昇を阻止、罠を仕掛けていた北側の崖へとヘリを誘導する。ヘリは罠によってダメージを受け上昇不能となったが、ブリクストンはヘリを急降下させレッカー車もろとも崖の中腹へ墜落。ホブスとショウは再びブリクストンとの直接対決に挑む。
ブリクストンの超人的能力の前にやはり苦戦する2人であったが、一方が攻撃を受けると同時に他方が攻撃を加えるというコンビネーション攻撃を駆使して徐々にブリクストンを追い詰める。ダメージを負い戦闘不能となったブリクストンに対し、ホブスとショウは「人を信じること」が強さだと説く。しかし、エティオンの「指導者（ディレクター）」から「廃棄処分」と判断されたブリクストンは崖から転落し海の藻屑と化した。ハッティのウイルスも抽出が完了し、無事ウイルスの拡散を阻止したホブスとショウ。彼らに対し、ヘリのスピーカーを通してディレクターは宣戦布告するのであった。
エンドクレジット。娘のサマンサと共に改めてサモアを訪れ家族との絆を取り戻したホブス。ハッティと共に服役中の母・マグダレーンとの面会を果たしたショウ。家族愛を再確認した2人のもとへ新たなウイルス出現の知らせが届く。

## 登場人物
ルーク・ホブス
元アメリカ外交保安部（DSS）捜査官。前作から休暇を取りロサンゼルスで９歳の娘サマンサと暮らしていたところ、CIAの要請を受ける。
ショウとは犬猿の仲であり、任務の協力者として顔を合わせたショウに対して「『ハリー・ポッター』の気取った発音が気に入らない」などと口汚く罵った挙句、共同作戦中も終始いがみ合っている。
本作でサモア出身であることが明かされた。子供の頃は母子家庭だったがある日突然帰ってきた父親に兄弟たちが盗品稼業に手を染めることになった。自身もそれに加担していたが、子供の命を軽んじた父親に危険を感じて警察に通報した。これをきっかけに警察官となった。だが、黙って島を出て警察官となったことや、警察官として父親を検挙したことなどで兄弟から(特に兄のジョナ)から「裏切り」と見なされ故郷とは疎遠になっていた。
デッカード・ショウ
元イギリス軍特殊部隊員で元MI6エージェント。ロンドンにて愛車のマクラーレン・720Sと共に優雅な生活を送っていたところ、CIAの要請を受ける。
ホブスとは犬猿の仲であり、任務の協力者として顔を合わせた際には「顔を見ると目が腐る」などと罵った。
家族想いであり、服役中の母親と定期的に面会している他、疎遠となっていた妹のハッティに対しても積極的に関係修復を試みている。
サマンサ・ホブス
ホブスのひとり娘で9歳。好奇心旺盛な子でホブスとロックの仕事の会話を聞いても怖がらずに自ら会話に参加するなどたくましさを持つ。勉強もホブスから様々な事を学んでおり学校でも優秀な模様。故郷であるサモアの話を全くしないホブスを実は心配している。
ブリクストン
元MI6エージェントで超人的な能力を持ち自らを「黒いスーパーマン」と称するテロ組織「エティオン」の戦士。全身黒のハイテクスーツに身を包み、自動走行や自在な変形が可能なハイテクバイクに搭乗する。
増強されたパワーや俊敏性を武器に、敵の行動を予測する能力を駆使して攻撃を受けることなく相手にダメージを与える。
かつてはショウの同僚であったが、任務上の都合からショウによって射殺された。その後エティオンに人体実験を施されサイボーグ化して超人として復活。ショウに裏切られたことを恨み、人を信じることを拒否している。エティオンが掲げる「人類の殲滅による世界の浄化」の実現を目指し、「スノーフレーク」を利用しようとする。
エティオンの権力を利用した情報操作を得意としており、ショウがMI6から追われることとなった原因を作った。
ハッティ・ショウ
MI6エージェントでデッカードの妹。兄であるデッカードに対してはMI6を裏切った人物として距離を置いていた。
幼少期から兄と詐欺ごっこや銀行強盗ごっこなどして遊んでいた。
マグダレーン・ショウ
デッカードとハッティの母親。本作では服役中で模範囚とは言っているが実際は脱獄の常習犯であるため手足に手錠をされている。
常に子供達の仲を案じている。
マダムM / マルガリータ
モスクワを拠点に活動する武器ディーラー。悪の組織から多種多様な武器を強奪し流通させている。女性で構成されるチームを率いる。
ショウとは良い仲にある模様で、顔を合わせるなり熱いキスをホブスと妹ハッティに見せつけた。エティオンの研究所へ潜入する際には武器や戦闘機を提供したり作戦に協力するなど全面的にサポートしている。
ロック
CIAのエージェントでホブスの友人。ホブスにハッティ保護任務を要請する。饒舌で軽口が目立ち、軽薄な印象を受けるもののEDクレジットの描写から、かなり現場慣れし戦闘術に長けたエージェントであることがうかがえる。
指導者
正体不明のエティオン社の指導者。裏でブリクストンを操っていた。

## キャスト
| 役名                   | 俳優                                      | 日本語吹き替え | 日本語吹き替え |
| 役名                   | 俳優                                      | 劇場公開版     |                |
| ---------------------- | ----------------------------------------- | -------------- | -------------- |
| ルーク・ホブス         | ドウェイン・ジョンソン                    | 小山力也       |                |
| デッカード・ショウ     | ジェイソン・ステイサム                    | 山路和弘       |                |
| ブリクストン           | イドリス・エルバ                          | 山寺宏一       |                |
| ハッティ・ショウ       | ヴァネッサ・カービー                      | 沢城みゆき     |                |
| マグダレーン・ショウ   | ヘレン・ミレン                            | 沢田敏子       |                |
| マルガリータ / マダムM | エイザ・ゴンザレス                        | たかはし智秋   |                |
| アンドレイコ           | エディ・マーサン                          | 魚建           |                |
| サマンサ・ホブス       | エリアナ・スア                            | 宇山玲加       |                |
| ジョナ・ホブス         | クリフ・カーティス                        | 遠藤純一       |                |
| マテオ・ホブス         | ローマン・レインズ                        | （台詞なし）   |                |
| ティモ・ホブス         | ジョシュア・モーガ                        | 林大地         |                |
| カル・ホブス           | ジョン・ツイ                              | 小林達也       |                |
| ホブス夫人             | ロリ・ペレニース・ツイサーノ              | 杉山滋美       |                |
| ロック                 | ライアン・レイノルズ（ノンクレジット）    | 加瀬康之       |                |
| ローブ                 | ロブ・ディレイニー                        | 乃村健次       |                |
| ディンクリー           | ケヴィン・ハート （ノンクレジット）       | 勝杏里         |                |
| ツォイ                 | トム・ウー                                | 斉藤次郎       |                |
| レルモトフ             | ジョン・マクドナルド                      | 浜田洋平       |                |
| 空港職員               | ジェームス・ドライデン                    | 宮川大輔       |                |
| 手下                   | ダニエル・バーンハード （ノンクレジット） |                |                |
| 指導者                 | ライアン・レイノルズ（声の出演）          | 乃村健次       |                |

その他の日本語吹き替え
斎藤寛仁、藤井隼、長谷川暖、佐々木拓真、吉野貴大、バトリ勝悟、内野孝聡、寺依沙織、堀総士郎

## テレビ放映
| 回数 | 放送局     | 番組名             | 放送日        | 放送時間      | 放送分数 | 平均世帯 視聴率 | 備考         |
| ---- | ---------- | ------------------ | ------------- | ------------- | -------- | --------------- | ------------ |
| 1    | フジテレビ | 土曜プレミアム     | 2024年7月6日  | 21:00 - 23:10 | 130分    | 5.2%            | 地上波初放送 |
| 2    | テレビ東京 | 午後のロードショー | 2025年8月22日 | 13:40 - 15:40 | 120分    |                 |              |

## 評価
本作は批評家から好意的に評価されている。映画批評集積サイトのRotten Tomatoesには319件のレビューがあり、批評家支持率は67%、平均点は10点満点で6.09点となっている。サイト側による批評家の見解の要約は「『ホブス&ショウ』はワイルド・スピードシリーズのスピンオフ作品として成功した良い例」となっている。

## 劇中に登場する主なマシン
自動車
- マクラーレン・720S - 青色の個体がデッカードの愛車として主に登場し、ポスターにも登場している。ロンドンでのカーチェイスの際に損傷し乗り捨てる。なお、メガスーパーカーモーターショー2019での本作のPRブースでは、同仕様の車両の展示があった。
- マクラーレン・570S - デッカードのコレクション車両の1台として登場。
- MG・MGB - デッカードのコレクション車両の1台として登場。
- クラシックミニ - デッカードのコレクション車両の1台として登場。なお、『ミニミニ大作戦』[注 4]を髣髴とさせるセリフが登場している。
- ポルシェ・パナメーラ - 黒色の個体がマダムMの際に赴く際に用いられている。
- ランドローバー・レンジローバー(3代目) - 本車ベースにフロント周りを改造したようなデザインの装甲車が敵の使用する主要なマシンの1つとして多数登場する。
- MAN・KAT（英語版） - 敵の所有する大型の積載車。エティオンの研究所から脱出する際に奪い取り、カーチェイスを繰り広げた。
- バギー いかにもオフロードバギーといった見た目のデザインで、上記の積載車と共に脱出に使用された。
- ピータービルト・セミトラック
- ダッジ・M37 パワーワゴン
- 1935 フォード・ピックアップトラック
- シボレー・C10−いずれもホブス兄弟たちによって改造されたレッカー車。他に何台も登場し、NoSが搭載されている。力を合わせて敵のヘリと対峙する。
- シボレー・カマロ(初代)
- フォード・ファルコン(XB)
- トヨタ・ランドクルーザー
- ジープ・グラディエーター−いずれもサモアのシーンで登場。
- フォード・ブロンコ - オープニングクレジットに於いてホブスの愛車として登場。

バイク
- トライアンフ・スピードトリプル（英語版） - ブリクストンの使用する主要なマシンの1つ。GTAオンラインに登場する、ディアブロス・カスタムというバイクに非常によく似た形状のヘッドライトが特徴[注 5]。自動走行、変形機構を有しており、持ち主の元へ素早く駆け付ける。
- ソフテイルGTB - ホブスがポスターで乗っているバイク。ロンドンのSykes Harley Davidsonのスピード＆カスタム部門が製造する。
- KTM 950 スーパーモト - ブリクストンの部下が使用するバイク。上記のスピードトリプルと似たヘッドライトを装備している。
- BMW・S1000RR - デッカードのコレクション車両としてガレージに登場。

航空機
- 旅客機 民間の旅客機。ロシアへの移動に使われた。旅客機内のシーンで新たな協力を得ることができた。
- ジェット戦闘機 整備された滑走路でなくとも、豪邸の庭（芝生）から飛び立つことができる。エティオンの研究所への移動に使われた。
- UH-60 主に中盤から終盤にかけて登場する。映画館の展示やポスター等一部メディアにはAH-64が使われており、本来はAH-64になる予定であったが変更されたことが推測される（よって、シーンの変更が行われたことも分かる）。
- ドローン 小型の無人航空機で、銃を装備しており、上空から攻撃を仕掛ける。